# Wiktoriańskie łaźnie w Bishopsgate
Wiktoriańskie łaźnie w Bishopsgate (ang. Victorian Bath House) – budynek wiktoriańskich łaźni zlokalizowany w Londynie, w Bishopsgate, części City of London, w pobliżu Old Broad Street, dworca kolejowego Liverpool Street i kościoła St Botolph-without-Bishopsgate.

## Historia
Kąpiele w tym miejscu były znane od 1817. W roku 1860 przestrzeń została przejęta i zagospodarowana przez Łaźnie Argyll. Niedługo przed 1883 teren przeszedł na własność przedsiębiorstwa Jones & Co. W latach 1886–1889 sprzedało ono swoje akcje Henry'emu i Jamesowi Forderowi Nevillom. Nevillowie posiadali wtedy więcej zakładów kąpielowych w Londynie niż jakiekolwiek inne przedsiębiorstwo tej branży, a ten zakup był ich piątym. Między 1893 a 1895 Nevillowie wyburzyli starsze łaźnie, aby zbudować nowe obiekty, stylowo dorównujące łaźniom przy Northumberland Avenue, które wznieśli w 1884. Budynki przy Bishopsgate zaprojektował na wzór łaźni tureckich architekt G. Harold Elphick w wyszukanym stylu mauretańskim, z wykorzystaniem kafli z zakładów Cravena oraz Dunhilla. Lokalizacja łaźni była przemyślana – znajdują się one w pobliżu dworca kolejowego Liverpool Street, giełdy i siedziby rejestru statków Lloyds'a. Zakład ten był wyraźnie przeznaczony dla klasy wyższej.
Obiekt przetrwał niemieckie bombardowania Londynu w czasie II wojny światowej, jak również zamachy IRA i do lat 50. XX wieku służył swojej pierwotnej funkcji. Łaźnie zostały odnowione w 2015 przez przedsiębiorstwo Camm and Hooper, nadzorowane przez Russell Sage Studios i pełnią funkcję luksusowego lokalu rozrywkowego na 150 osób.